# Janne Madsen
Janne Madsen (12 marzo 1978) è un'ex calciatrice danese, di ruolo centrocampista.

## Carriera

### Club
Janne Madsen ha iniziato la sua carriera con il Grønbjerg IF.
In seguito si trasferisce al Fortuna Hjørring, squadra con la quale si laurea campione di Danimarca nel 2002 e la Coppa di Danimarca tre volte di seguito tra il 2000 e il 2002. Grazie alla vittoria in campionato, nella stagione 2002-2003 ha l'occasione di partecipare alla UEFA Women's Cup dove la sua squadra riesce a raggiungere la finale, poi persa con le svedesi dell'Umeå IK.

### Nazionale
Nel 2000 Madsen viene convocata della federazione calcistica della Danimarca (Dansk Boldspil Union - DBU) per indossare la maglia della nazionale danese, con la quale debutta il 24 maggio nell'incontro con la Jugoslavia.
Il commissario tecnico Poul Højmose la inserisce in rosa con la squadra impegnata alla fase finale del campionato europeo di Germania 2001.
Il tecnico Kenneth Heiner-Møller la convoca per il Mondiale di Cina 2007.
In 61 partite internazionali ha segnato quattro gol.

## Palmarès
- Campionato danese: 1

Fortuna Hjørring: 2001-2002
- Coppa di Danimarca: 3

Fortuna Hjørring: 1999-2000, 2000-2001, 2001-2002